# Lucero Acosta
Lucero Acosta (Tijuana, Baja California; 23 de agosto de 1994) es una artista marcial mixta mexicana que compite en la división de peso mosca femenino de Combate Global.

## Carrera de artes marciales mixtas

### Combate Américas/Global
Lucero Acosta hizo su debut como profesional de MMA el 11 de octubre de 2019 en la promoción Combate Américas, llevándose una agitada victoria sobre Valerie Quintero en Combate Global 46 por decisión unánime. Cuatro meses después, sufrió su primera derrota el 28 de febrero de 2020 ante Maritza Sánchez en el evento Combate Americas 56, al rendirse con un mataleón en el primer asalto.
Acosta se enfrentó a Allysen Breeden el 16 de abril de 2021 en Combate Global: Mexico vs. USA. Ganó la pelea por nocaut técnico en el primer asalto.
Acosta se enfrentó a Chantel Coates el 6 de agosto de 2021 en Combate Global: Bandejas vs. Bartholomew. Perdió la pelea por decisión dividida.
Tras más de un año sin actividad, Acosta fue programada para enfrentarse a Mariel Celimen el 24 de septiembre de 2022 en Combate Global: Reina o Nada. Ganó la pelea por decisión unánime.
Se esperaba que Acosta enfrentara a Silvia Juaneda el 1 de abril de 2023, pero el duelo sería aplazado debido a que Acosta se estaba recuperando de una lesión. El 6 de agosto de ese año en Combate Global: Mexico vs. Spain, ambas se enfrentaron con victoria de Acosta por sumisión con una guillitona.
Acosta fue programada meses después para enfrentar a Manuela Marconetto el 17 de diciembre de 2023 en Combate Global: Ireland vs. Mexico. Ganó la pelea por nocaut técnico en el segundo asalto.
Se esperaba que Acosta enfrentara a Alejandra Lara el 11 de mayo de 2024 en Combate Global: Acosta vs. Lara, pero quedó fuera del evento a raíz de una rotura de menisco. Su lugar fue ocupado por Gisela Luna.
Acosta se enfrentó a Abril Anguiano el 10 de abril de 2025 en Combate Global: Acosta vs. Anguiano. Ganó la pelea por decisión unánime.

## Récord en artes marciales mixtas
| Récord profesional | Récord profesional | Récord profesional |
| 8 peleas           | 6 victorias        | 2 derrotas         |
| ------------------ | ------------------ | ------------------ |
| Nocaut             | 3                  | 0                  |
| Sumisión           | 1                  | 1                  |
| Decisión           | 2                  | 1                  |

| Resultado | Récord | Oponente           | Método                      | Evento                                   | Fecha                    | Ronda | Tiempo | Localización       | Notas |
| --------- | ------ | ------------------ | --------------------------- | ---------------------------------------- | ------------------------ | ----- | ------ | ------------------ | ----- |
| Victoria  | 6–2    | Abril Anguiano     | Decisión (unánime)          | Combate Global: Acosta vs. Anguiano      | 10 de abril de 2025      | 3     | 5:00   | Miami, Florida     |       |
| Victoria  | 5–2    | Manuela Marconetto | TKO (golpes)                | Combate Global: Ireland vs. Mexico       | 17 de diciembre de 2023  | 2     | 0:32   | Miami, Florida     |       |
| Victoria  | 4–2    | Silvia Juaneda     | Sumisión (rear-naked choke) | Combate Global: Mexico vs Spain          | 6 de agosto de 2023      | 1     | 1:24   | Miami, Florida     |       |
| Victoria  | 3–2    | Mariel Celimen     | Decisión (unánime)          | Combate Global: Reina o Nada             | 24 de septiembre de 2022 | 3     | 5:00   | Miami, Florida     |       |
| Derrota   | 2–2    | Chantel Coates     | Decisión (dividida)         | Combate Global: Bandejas vs. Bartholomew | 6 de agosto de 2021      | 3     | 5:00   | Miami, Florida     |       |
| Victoria  | 2–1    | Alyssen Breeden    | TKO (golpes)                | Combate Global: Mexico vs. USA           | 16 de abril de 2021      | 1     | 2:28   | Miami, Florida     |       |
| Derrota   | 1–1    | Maritza Sánchez    | Sumisión (rear-naked choke) | Combate Global 56                        | 28 de febrero de 2020    | 1     | 2:35   | Fresno, California |       |
| Victoria  | 1–0    | Valerie Quintero   | Decisión (unánime)          | Combate Américas 46                      | 11 de octubre de 2019    | 3     | 5:00   | Tucson, Arizona    |       |